# Ministri degli affari esteri del Regno di Sardegna
Il presente elenco raccoglie tutti i nomi dei titolari del Ministero degli affari esteri del Regno di Sardegna, dal 1848, col governo Balbo fino al governo Cavour III nel marzo 1861.
I ministri degli affari esteri del Regno di Sardegna dal 1848 al 1861.

## Lista
| Ritratto                     | Ministro                       | Mandato                            | Governo                        | Monarca              | Immagine |
| ---------------------------- | ------------------------------ | ---------------------------------- | ------------------------------ | -------------------- | -------- |
|                              | Vincenzo Ricci                 | 16 marzo - 5 luglio 1848           | Governo Balbo                  | Carlo Alberto        |          |
|                              | Lorenzo Pareto                 | 27 luglio - 10 agosto 1848         | Governo Casati                 | Carlo Alberto        |          |
|                              | Ettore Perrone di San Martino  | 15 agosto - 11 ottobre 1848        | Governo Alfieri                | Carlo Alberto        |          |
| 11 ottobre - 3 dicembre 1848 | Ettore Perrone di San Martino  | Governo Perrone                    |                                | Carlo Alberto        |          |
|                              | Vincenzo Gioberti              | 16 dicembre 1848, 17 febbraio 1849 | Governo Gioberti               | Carlo Alberto        |          |
|                              | Agostino Chiodo                | 18 febbraio - 23 febbraio 1849     | Governo Chiodo                 | Carlo Alberto        |          |
|                              | Vittorio Colli di Felizzano    | 23 febbraio - 8 marzo 1849         | Governo Chiodo                 | Carlo Alberto        |          |
|                              | Domenico de Ferrari            | 8 marzo - 23 marzo 1849            | Governo Chiodo                 | Carlo Alberto        |          |
|                              | Claudio Gabriele de Launay     | 27 marzo - 6 maggio 1849           | Governo de Launay              | Vittorio Emanuele II |          |
|                              | Massimo d'Azeglio              | 7 maggio 1849 - 11 luglio 1851     | Governo d'Azeglio I            | Vittorio Emanuele II |          |
|                              | Alfonso La Marmora             | 12 luglio - 15 settembre 1851      | Governo d'Azeglio I            | Vittorio Emanuele II |          |
|                              | Massimo d'Azeglio              | 16 settembre 1851 - 21 maggio 1852 | Governo d'Azeglio I            | Vittorio Emanuele II |          |
| 21 maggio - 22 ottobre 1852  | Massimo d'Azeglio              | Governo d'Azeglio II               |                                | Vittorio Emanuele II |          |
|                              | Giuseppe Dabormida             | 4 novembre 1852 - 10 gennaio 1855  | Governo Cavour I               | Vittorio Emanuele II |          |
|                              | Camillo Benso, conte di Cavour | 10 gennaio 1855 al 4 maggio 1855   | Governo Cavour I               | Vittorio Emanuele II |          |
| 4 maggio - 31 maggio 1855    | Camillo Benso, conte di Cavour | Governo Cavour II                  |                                | Vittorio Emanuele II |          |
|                              | Luigi Cibrario                 | Governo Cavour II                  | 31 maggio 1855 - 5 maggio 1856 | Vittorio Emanuele II |          |
|                              | Camillo Benso, conte di Cavour | Governo Cavour II                  | 5 maggio 1856- 19 luglio 1859  | Vittorio Emanuele II |          |
|                              | Giuseppe Dabormida             | 19 luglio 1859 - 21 gennaio 1860   | Governo La Marmora I           | Vittorio Emanuele II |          |
|                              | Camillo Benso, conte di Cavour | 21 gennaio - 23 marzo 1861         | Governo Cavour III             | Vittorio Emanuele II |          |